# Aldus Manutius

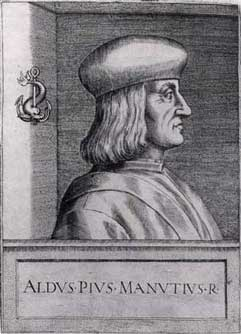
Aldus Manutius
(dobová rytina)

Aldus Manutius, italsky Aldo Manuzio (1449 Sermoneta, asi 100 km jižně od Říma – 6. února 1515 Benátky) byl italský humanista a typograf, který zásadně ovlivnil dějiny knihtisku a evropské vzdělanosti.

## Život a dílo
Po studiu klasických jazyků v Římě a Ferraře se usadil u svého přítele Pico della Mirandola a vychovával jeho synovce, kteří mu pak věnovali majetek, aby mohl uskutečnit své plány na záchranu a šíření klasické literatury tiskem. Roku 1490 se usadil v Benátkách a postupně kolem sebe shromáždil až 30 vzdělanců, tak zvanou Novou Akademii, k níž patřili i Pietro Bembo, Erasmus Rotterdamský nebo Johannes Reuchlin; obcovacím jazykem v domě byla řečtina. Přes velké nesnáze, způsobené válkami, udržel tiskařskou živnost a odkázal ji svým potomkům.

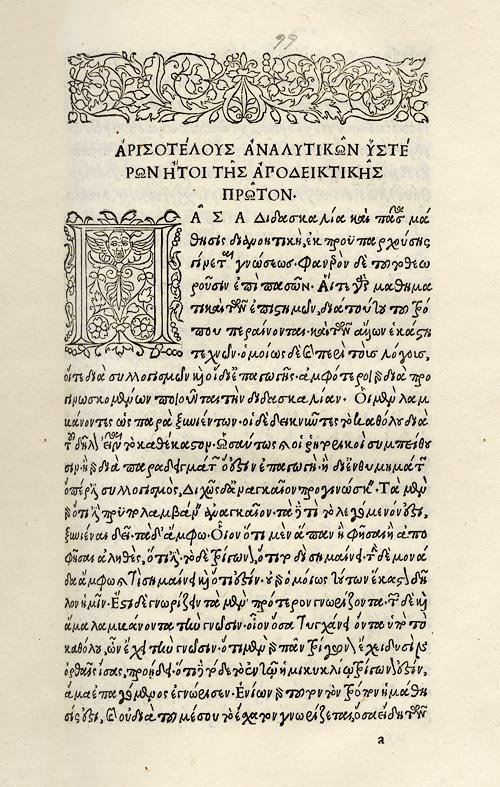
Aristotelés, První analytiky
(Aldus Manutius, 1495)

Po dvou svazcích řeckých básní a knihy Žalmů zahájil roku 1495 vydávání „Řecké knihovny“ (první vydání Aristotela, 1495-1498), kde do roku 1515 vyšlo přes 30 svazků, vesměs jako prvá vydání (Aristofanés, Thúkydidés, Sofoklés, Hérodotos, Homér, Platón, Démosthenés aj.). Sňatkem 1505 vyženil tiskárnu benátského tiskaře, Francouze N. Jensona. Kromě toho vydával italské humanisty (Dante Alighieri, Božská komedie 1502, Petrarca), latinské klasiky (Vergilius, Plinius mladší, Juvenalis aj.) i spisy svého přítele a spolupracovníka Erasma Rotterdamského. Roku 1518 vyšlo z jeho tiskárny posmrtně první vydání řecké Bible (Septuaginta).

## Význam

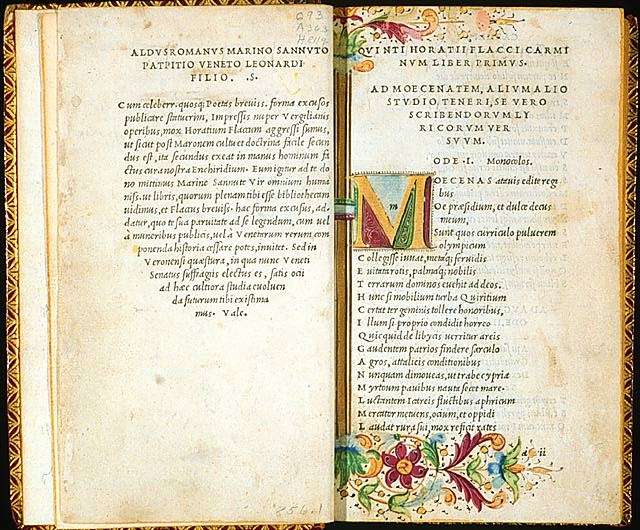
Horatius Flaccus, Básně
(ručně iluminovaný tisk, 1501)

S tiskařskou produkcí Alda Manutia končí období prvotisků, velkých a nákladných knih, napodobujících středověké rukopisy. Vytvořil nový, příruční typ knihy malého („kapesního“) formátu („aldinka“) a vydával je ve velkých nákladech (typicky 1000 výtisků), čímž se podstatně snížila cena. Zavedl nové typy latinského písma, tak zvanou antikvu, která nahradila starší gotické typy německého původu, odvozené z rukopisného písma. Zavedl užívání kurzívy (anglicky italics) a sjednotil užívání interpunkčních znamének, tečky jako ukončení věty, čárky a středníku uvnitř vět. Tím vším se podstatně přičinil o oživení zájmu o klasickou literaturu a o rozšíření nové, humanistické vzdělanosti.
K Aldovu odkazu se pak hlásilo mnoho tiskařů, jeho žákem byl patrně i mnich Makarie, který pak v Cetinji v Černé Hoře poprvé tiskl slovanským písmem (1494) a roku 1511 v Trgovišti v rumunštině. Ve 20. století vznikla firma Aldus, která roku 1985 vytvořila sázecí program PageMaker a otevřela tak oblast desktop publishing (DTP). Roku 1994 se spojila s Adobe Systems. Podle Alda se také nazývá italský Progetto Manuzio, knihovna volných textů na internetu.

## Signet a heslo

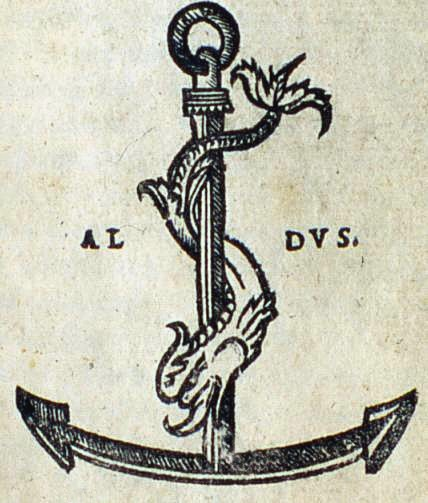
Manutiův signet: kotva s delfínem

Aldovým tiskařským znakem byla kotva s obtočeným delfínem, se jménem ALDUS a s heslem Festina lente („Pospíchej pomalu“). Tento způsob trvalého a jednotného označování tisků se později obecně prosadil a je jedním z prvních příkladů firemního loga a ochranné známky.